# Carmel Snow
Carmel Snow, nacida "Carmel White" (Dalkey, 21 de agosto de 1887-Nueva York, 7 de mayo de 1961) fue una periodista de moda irlandesa y desde 1934 hasta 1958 editora en jefe de la revista de moda estadounidense Harper's Bazaar. Durante las décadas 1930, 1940 y 1950, marcó la pauta en la industria de la moda estadounidense. Afirmaba que "la elegancia es buen gusto, con un toque de osadía".

## Biografía
Carmel era una de los seis hijos del empresario Peter White (1850-93) y su esposa Anne, hija de un miembro del parlamento. Peter White fue director gerente de la Irish Woolen Manufacturing and Export Company y participó en la creación de un "pueblo irlandés" para la World's Columbian Exposition en Chicago, pero murió unos meses antes de que abriera. Anne White decidió continuar el trabajo de su difunto esposo, y después de la exposición, se quedó en Chicago y abrió una tienda de artesanías irlandesas.

## Vogue
Carmel trabajó brevemente en T.M. & J.M Fox, la tienda de ropa de su madre donde no le gustaba trabajar, pero que le permitía ir a París para ver las colecciones. Durante la Primera Guerra Mundial, se unió a la Cruz Roja. Carmel comenzó en la edición estadounidense de Vogue en 1921. Asume el papel de asistente de Edna Woolman Chase; Chase está entonces al frente de la revista de moda más importante del país, un competidor directo de Harper's Bazar (que entonces solo tiene una A). En 1926, cuando se convirtió en editora de moda Carmel White se casó con el adinerado George Palen Snow y tuvieron tres hijas, lo que no le impide trabajar durante o después de su embarazo. En 1929, Chase asumió la responsabilidad de tres Vogue europeas, pero no quiso ceder su puesto como editora en jefe de Estados Unidos a Snow. El mismo año, su hermano Tom White asumió un puesto directivo en Hearst, editor de Harper's. Y durante todo este tiempo, el entendimiento entre Edna Woolman Chase y su editor estuvo lejos de ser perfecto. Además, Carmel Snow quiso renovar la imagen de Vogue; esto no tuvo éxito y dejó la revista en 1932.

## Harper's Bazaar
En 1932, un mes después de dejar Vogue, Carmel Snow se incorporó, en un puesto equivalente al que tenía anteriormente, a la  "moribunda" Harper's Bazaar y sus portadas anticuadas de Erté. Más tarde diría que su objetivo era crear una revista para “mujeres bien vestidas con mentes bien vestidas”. Aporta su influencia en otras revistas más allá de la moda al incluir en Harper's Bazaar reportajes sobre el arte o la casa, ficciones, poesía, fotografías. Literalmente hace que la revista sea más grande, llevándola hasta 500 páginas.
Carmel Snow también es reconocida como cazatalentos. En la década de 1920 en Vogue, trabajó en estrecha colaboración con el fotógrafo Edward Steichen- La década siguiente en Harper's, fue a Martin Munkácsi el fotógrafo húngaro a quien le ofreció un contrato para la edición de “Palm Beach” de diciembre de 1933. Él tomó sus primeras fotografías de moda, que tomó con Lucile Brokaw como modelo, en invierno, en una playa ventosa. Martin Munkácsi hará historia por haber realizado las primeras fotografías de moda al aire libre con su Leica, además de mostar una modelo en bikini.
Carmel Snow, entonces a punto de convertirse en editora en jefe, contrata al famoso director artístico Alexey Brodovitch; quien alterará la apariencia de la revista. Luego, en 1936, fue el turno de contratar a la que se convertiría en “la mejor editora de moda de todos los tiempos”, Diana Vreeland. Carmel Snow luego subraya su "elegancia invaluable". Juntos se complementan; los tres convirtieron a Harper's Bazaar en una de las revistas de moda más admiradas del siglo pasado.
Durante su carrera, Carmel Snow colabora con su compatriota irlandés Maeve Brennan, Jean Cocteau, Cecil Beaton, el fotógrafo Brassaïnote, Erwin Blumenfeld, Lisette Model, Carson McCullers, Kenneth Tynan, Maurice Tabard y muchos otros. Andy Warhol, entonces desconocido, dibujaba ilustraciones para la revista, Christian Bérard y Salvador Dalí, que allí realizó su primer dibujo de moda surrealista. Jean de Brunhoff publicó allí a Babar en diciembre. Para el fotógrafo Man Ray, estas son sus distorsiones. Carson McCullers, Colette y Truman Capote escriben ficciones, Louise Dahl-Wolfe, rechazada en Vogue, dibuja retratos. La modista Elsa Schiaparelli escribe un artículo. Carmel Snow publicó un rotundo retrato de Wallis Simpson en 1936, cuando Cassandre reemplazó al ilustrador Erté al finalizar su contrato. Ella está en el origen, junto a Louise Dahl-Wolfe, del descubrimiento de Lauren Bacall: la pone en la portada de Harper's Bazaar, permitiendo que Hollywood se fije en esta desconocida modelo. Durante la guerra, la moda parisina se detuvo. Esto le permite a Carmel Snow saber cuál será el futuro del prêt-à-porter: la diseñadora Claire McCardell. El fotógrafo Richard Avedon, veinte años después de la guerra, se convierte en un fiel colaborador de la revista hasta convertirse en símbolo de la misma; ayudará a la fotógrafa Lillian Bassman, y tomará la famosa foto Dovima con elefantes para Harper's.
Diana Vreeland es la editora de moda, pero es Carmel Snow quien va a París para las colecciones dos veces al año, que es lo que más ama. Justo después de la guerra regresa a París para ver a Henri Cartier-Bresson. Christian Bérard le dice que Marcel Boussac acaba de poner mucho dinero para abrir una casa de moda. En febrero de 1947, asiste con Marie-Louise Bousquet y Ernestine Carter, ambas del equipo editorial de Bazaar, el primer desfile de moda de un nuevo modisto llamado Christian Dior: al final de su presentación, Carmel Snow escribió: “Querido Christian, ¡tus vestidos tienen un aspecto tan moderno!. Al año siguiente, fue Cristóbal Balenciaga y su extraña colección a quien ella apodó. Llevará Balenciaga exclusivamente por el resto de su vida1. Cambió el nombre de la colección de otoño-invierno 1952-53 de Balmain "Jolie Madame", la encarnación del estilo de los años 50, a "Nuevo estilo francés".

## Reconocimientos
En reconocimiento a su ayuda en la revitalización de la industria de la moda francesa en el período de posguerra, Carmel Snow fue distinguida como Caballero de la Legión de Honor en 1949. El gobierno italiano por su parte le otorgó la Estrella de la Solidaridad.
Para el Día Internacional de la Mujer de 2020, el Irish Post (correo irlandés) emitió un sello postal con el retrato de Carmel Snow como parte de la serie Mujeres Irlandesas Pioneras.